# Piscines Bernat Picornell
Die Piscines Bernat Picornell sind ein Schwimmstadion in der spanischen Stadt Barcelona und ist Teil des Anella Olímpica.
Das 3000 Zuschauer fassende Stadion setzt sich aus drei Becken zusammen: ein 50-Meter-Außenbecken, ein 50 Meter langes Innenbecken sowie ein Becken mit Sprungtürmen für Wasserspringen.

## Geschichte
Das Schwimmstadion wurde anlässlich der Schwimmeuropameisterschaften 1970 errichtet. Namensgeber ist der Gründer des spanischen Schwimmverbandes Bernat Picornell. Neben zahlreichen spanischen Meisterschaften war das Schwimmstadion auch eine Wettkampfstätte während der Olympischen Sommerspiele 1992. Hierfür wurden von 1990 bis Juli des Folgejahres Renovierungsarbeiten vorgenommen und die Zuschauerkapazität durch temporäre Tribünen von 3000 auf 10.000 Plätze erhöht. Während der Olympischen Spiele war das Schwimmstadion auch Austragungsort der Wettkämpfe im Synchronschwimmen, des Schwimmens im Modernen Fünfkampf sowie des Endspiels des Wasserballturniers.
Bei den Schwimmweltmeisterschaften 2003 fanden im Piscines Bernat Picornell die Synchronschwimmwettkämpfe und bei den Weltmeisterschaften 2013 die Wasserballspiele statt.
Das Bad kann außerhalb von Wettkämpfen von der Öffentlichkeit genutzt werden.